# Nkhotakota
Nkhotakota is een stad in Malawi en is de hoofdplaats van het gelijknamige district Nkhotakota.
Nkhotakota telt naar schatting 35.000 inwoners.